# カスタモ
カスタモは携帯電話の各種画面や音声の統一テーマ（GUI）の配信サイト、及びその機能・コンテンツのことであり、プライムワークスの登録商標である。
サービスとしては、コンテンツの製作ならびにサイト運営をプライムワークスが行っている。
配信サイトでは、ソフトバンクモバイル向けにおいてはシャープ製携帯電話のみ対応しているが、NTTドコモ向けの「カスタモ for i」、au（KDDI・沖縄セルラー電話連合）向けの「カスタモ for EZ」では携帯電話の製造メーカーを問わずサービスを提供している。またソフトバンクモバイル向けでも「カスタモバンク」としてシャープ製以外の携帯電話へ配信を行っている。

## 概要
携帯電話の待ち受け画面、メニュー画面、電池残量、電波状況、発着信画面や着信音などを、関連のある画像や動画、音声に一括変更できる機能である。外装が変更できる着せ替え携帯に対して、「内装の着せ替えコンテンツ」であると言える。
従来の機能では、待ち受け画面や着信音などを個々に設定することはできたが、メニュー画面や電池残量、電波状況などは変更することができなかった。この機能により、気に入ったキャラクターや素材感などの統一テーマに一括変換することができるほか、電池残量や電波状況といったアイコンのみを別のテーマに変更することもできる。従来の機能も搭載しているため、任意にカスタモで配信されているもの以外の画像や音声に変更することもできる。
アニメのパッケージなどは声優の声が着信音となっているものなどもあり、画面・アイコン・音声などを全てまとめたフルパッケージを導入した場合データ量が1メガバイトを超えるものもある。
カスタモでは「きせかえツール」（NTTドコモ）、「EZケータイアレンジ」（au）、「カスタムスクリーン・きせかえアレンジ」（ソフトバンクモバイル）に対応している。